# Tayloria alpicola
Tayloria alpicola là một loài rêu trong họ Splachnaceae. Loài này được Broth. mô tả khoa học đầu tiên năm 1929.